# 神楽坂女声合唱団
神楽坂女声合唱団（かぐらざかじょせいがっしょうだん）は、2000年5月に料理研究家の小林カツ代が結成したチャリティー合唱団。「恵まれない動物のために」毎年クリスマスにディナーショーを開催しているほか、地方公演やチャリティーイベントにも参加している。2002年7月には、チャリティーCDとして団歌「緑の星に」をエイベックスから発売し、その売り上げの一部はアフガンの女性の自立のための基金に寄付された。
メンバーは、女優、弁護士、政治家、ジャーナリスト、漫画家など各界で活躍する女性達から構成される。ソリストは、土井たか子（政治家）、倍賞千恵子（女優）、山田邦子（タレント）、クミコ（シャンソン歌手）等、またステージ衣装はコシノジュンコ（デザイナー）が担当し、話題となる。
同じく各界の著名人で結成される六本木男声合唱団の兄妹関係として、共演も多い。

## メンバー表
<>は休団・退団・故人
- 朝岡和子 （スパイス・ハーブ研究家）
- 天野紀子 （バイオリニスト）
- <安藤和津> （エッセイスト/タレント）
- 相沢関 （サウンドディレクター）
- 石井篤子 （幼稚園経営）
- <石坂啓> （漫画家/コラムニスト）
- 石島まり子     （ケータリング会社「マダム石島」経営）
- 石塚淳子 （毎日新聞記者）
- <石橋初子>    （造形家「はつ工房」/女性問題研究家）
- 上野陽子 （音楽家/プロデューサー）
- 江上栄子 （料理家「江上料理学院校長」）
- <大浦みずき> （女優：元宝塚歌劇団花組トップスター）
- <大下康子> （フリー編集者）
- 大下容子 （テレビ朝日アナウンサー）
- 太田恵美子 （雑誌編集者）
- 大谷恭子 （弁護士）
- 岡田ひとみ （ねんドル）
- 香川芳子 （女子栄養大学学長）
- 風間純子 （メディアプロデューサー）
- 加藤和子 （料理スタジオ助手「小林カツ代・キッチンスタジオ」）
- 加藤弘依 （旅館経営（湯谷温泉「はづ木」）
- 加藤美恵子 （料理教室主宰）
- 川口淳子 （TVディレクター）
- <河原理子> （ジャーナリスト）
- クミコ （シャンソン歌手）
- <香坂優> （タンゴ歌手）
- <小篠綾子> （ファッションデザイナー）
- コシノジュンコ（ファッションデザイナー・団長）
- 五島昌子 （アジア人権基金）
- <小林カツ代> （料理研究家・元団長）
- 小林幸子 （歌手）
- 坂田早苗 （ジャズ歌手）
- さこみちよ （歌手/TBSラジオパーソナリティ）
- 佐々木道子 （多摩新聞社代表取締役社長）
- 佐藤雄美子 （コンタクトレンズ会社経営）
- 里中満智子 （漫画家）
- <山王丸和恵> （日本テレビアナウンサー）
- 志垣豊子 （ソシアルアナリスト）
- 柴田多美子 （TVプロデューサー（フジテレビ））
- <清水和子>   （モータースポーツプランナー）
- ジョン・キョンファ（朝鮮料理家・副団長）
- <新谷のり子> （歌手）
- 杉本君子 （台湾料理店「おいで」オーナーシェフ/東京中華学校理事）
- 鈴木美恵子 （「八重洲ゴルフ」会員権会社役員）
- <鈴木瑞穂> （「野中ともよ事務所」秘書）
- 瀬崎秀子 （デザイナー）
- <大藤和子> （会社役員）
- <瀧澤裕子> （フリーライター）
- <竹下景子> （女優）
- 竹中はる美 （フリーライター）
- 竹野恵子 （NHK職員）
- 谷本ひろ子 （マンション経営）
- <辻元清美> （衆議院議員（立憲民主党、合唱団在籍当時は社会民主党））
- 寺田倫子 （編集者）
- <土井たか子>  （社会民主党 元党首）
- 中東仁子 （料亭「草食なかひがし」経営）
- 永松清香 （レストラン「ガンベルロッソ」）
- 中村延江 （大学教授「山野美容芸術短期大学」など）
- <野中ともよ> （ジャーナリスト/元三洋電機会長）
- 野村房江 （医師）
- 倍賞千恵子 （女優）
- 服部津貴子 （「服部栄養専門学校」副校長）
- 羽田幸子 （「羽田健太郎音楽事務所」代表取締役）
- <原元美紀> （フリーアナウンサー）
- <林佳恵> （装丁家/ライフスタイリスト）
- <林家きく姫> （噺家）
- <半場道子> （「昭和大学」医学博士）
- 深野弘子 （フリーアナウンサー）
- 福島瑞穂 （社会民主党副党首（前党首）/弁護士）
- <藤原勝子> （フード・コーディネートスクール校長）
- <二名ノリコ>  （洋画家）
- 古川圭子 （アロマテラピスト）
- <細田真理子> （「主婦の友社」出版者編集長）
- <堀越むつ子> （テレビ朝日取締役）
- 松原百合子 （歯科医師）
- 松本忠子 （料理研究家）
- <松本侑壬子> （「十文字学園女子大学」教授）
- <三保谷智子> （雑誌編集長）
- 村崎芙蓉子 （医師「日本HRT研究所」）
- <メリー・コーベット>（コーディネーター）
- <矢島祥子> （「大和書房」編集長）
- 安井禮子 （医療ジャーナリスト）
- <山川幸子> （俳人）
- 山口幸子 （画家）
- <山下 かおり> （メニュー開発）
- 山田邦子 （タレント）
- 山之内重美 （ロシア演劇研究家/歌手）
- 横川紀子 （博報堂コピーライター）
- 吉岡しげ美 （音楽家）
- 吉田いち子 （ジャーナリスト）
- <吉武輝子> （評論家）
- 李留美 （レストラン経営）
- 若林みどり （文化出版局雑誌編集長）
- 渡辺史子 （美容家）

## スタッフ
- 指揮者 <辻正行>
- 指揮者/ピアニスト 辻志朗
- ピアニスト 黒尾友美子
- 副指揮者 栗原寛
- 指揮者 <松尾葉子> （「セントラル愛知交響楽団」常任指揮者）
- 指揮者 <奥村伸樹>
- 脚本家 <山崎陽子>
- 神楽坂女声合唱団・事務局長 廣田治道